# Jesussaft
Jesussaft stellt das fünfte Album des Elektro-Musikprojektes SOKO Friedhof dar und erschien 2006 auf dem bandeigenen Label Von Grafenwald.
Bei dem Titel handelt es sich um eine Anspielung auf den Missbrauchsprozess um Michael Jackson, dem vorgeworfen wurde, mit einem Minderjährigen sexuellen Umgang gehabt zu haben. Dabei soll Jackson, laut Zeugenaussagen dieses Jungen und seines Bruders, Alkohol als „Jesussaft“ bezeichnet haben. Line griff diesen Neologismus auf und verwendete ihn für sein neues Album.
Es handelt sich um das erste Album von SOKO Friedhof, welches rein deutschsprachig ist. Greta Csatlos, Lines Gesangspartnerin bei der Band Untoten, ist zudem auf zwei Liedern wieder als Zweitstimme zu hören.

## Trackliste
1. An einem Tag wie diesem – 4:21
2. Böses Blut – 5:17
3. Bumsen läuft nicht... – 1:06
4. Dein Geruch – 4:40
5. Der Müllmann und das Mädchen – 4:01
6. Die Liebe kann schrei´n – 4:17
7. Grabräuber – 0:19
8. Grufties – 4:09
9. Hexensommer – 5:23
10. Ich hasse Alles & Jeden – 3:34
11. Jesussaft – 2:46
12. (keine Titelinformation) – 0:09
13. Miststück – 1:15
14. Müllmann – 4:33
15. Seltsam – 3:08
16. Soldat sein – 1:44
17. Tripcreator – 4:13
18. Von Hinten & von Vorn – 4:40

## Inhalt
Einige Lieder reflektieren soziale Missstände, die düster, morbid oder auch aggressiv verpackt werden, wobei sich bei den Texten streiten lässt, ob es sich um einen tiefschwarzen Humor, provokante Satire auf die Gesellschaft oder sinnfreie Konzeption handelt.
Der erste Titel „Müllmann“ handelt von einem Müllmann, der jeden Tag den Müll durch die Straßen schleppt und sich aufgrund seiner dadurch hervorgerufenen gesellschaftlichen Isolation einsam fühlt. Leute, die ihm keinen Müll herausbringen, werden von ihm „zur letzten Ruhestatt“ gebracht. Line thematisiert einerseits die heutige „Wegwerfgesellschaft“ mit den Worten „find manch [sic!] Sachen dort im Müll, die kein andrer haben will“, gesteigert wird die soziale Kritik noch dadurch, dass in den letzten Zeilen der Müllmann dann unter den Sachen, die niemand mehr haben will, den Leib eines kleinen Mädchens findet, das dort eingewickelt wie Müll entsorgt wurde. Das Lied wurde auch im Voraus schon auf dem ein Jahr zuvor erschienenen Best-of-Album veröffentlicht. Der Müllmann taucht in dem Lied „Der Müllmann und das Mädchen“ dann noch einmal auf, dort wird diesmal seine unerfüllte Liebe zu einem Mädchen geschildert.
Das titelgebende Lied „Jesussaft“ spielt auf Pädophilie und Masturbation Minderjähriger an und handelt von einem kleinen Mädchen, das auf einem Spielplatz auf einen älteren Herrn trifft, der sich entblößt. Das Lied ist dabei aus voyeuristischer Sicht geschrieben.
Im Vergleich zu durchaus tiefgründigen Texten stellt das Lied „Grufties“ ein reines Spaßlied dar. Es handelt sich um die textlich abgeänderte Version des bekannten Liedes Zehn kleine Negerlein, welches nun von Anhängern der Gothic-Szene handelt und dabei sämtliche Klischees der Szene wie etwa Aufenthalt in Kellern und Grüften oder Geisterbeschwörung parodiert. Für zusätzlichen Humor sorgt die Stelle, wo einer der nur noch zwei kleinen Grufties weg fällt, da er sich verstellt hatte und „in Wirklichkeit (...) ein Fan von Yvonne Catterfeld“ (von Line „Yvonne Cutterfeld“ geschrieben) war.

## Musikalische Aspekte
Im Vergleich zu den vorherigen Veröffentlichungen sind die Lieder nun viel mehr an den Gesang Lines gebunden, rein aus Samples zusammengesetzte Lieder wie dies noch dem Debüt-Album Grabschönheiten der Fall war, sind aber mit den Titeln „Bumsen läuft nicht ...“, „Miststück“, „Soldat sein“ und „Tripcreator“ immer noch vorhanden. Das Zitat „Drogen sind unsere Freunde“ stammt aus der deutschen Synchronfassung des US-amerikanischen Films The 51st State, der Satz „knutsch mit mir, aber bumsen läuft nicht“ aus Freeway.
Die Lieder selbst sind von der Stimmung unterschiedlich, Lieder wie „An einem Tag wie diesem“ wirken zutiefst depressiv, während Lieder wie „Hexensommer“ deutlich sanfter gestaltet sind. Auch sind manche Lieder weniger elektrolastiger geprägt als andere.

## Aufmachung
Im Vergleich zu den vorherigen Alben ist nun auch das Booklet mit sechzehn Seiten nun deutlich professioneller gestaltet, es sind alle Texte, die von Line für das Album geschrieben wurden, abgedruckt, eine Ausnahme bildet der namenlose Bonustrack, der nicht angegeben ist. Es finden sich auch einige Bilder abgedruckt, die meisten davon zeigen Line selbst.

## Rezensionen
Das Musikmagazin Orkus gab dem Album 9 von 10 maximalen Punkten und nannte es bisher das musikalisch am meisten clubtaugliche Album des Projektes, „hier und da gebändigt durch liebliche oder auch traurige Melodien“.
Im Sonic Seducer wurde u. a. auch der Einsatz von Greta Csatlos' Stimme bei dem Lied „Die Liebe kann schrei'n“ verwendet, jedoch hat das Magazin vergessen, dass sie auch im Lied „Der Müllmann und das Mädchen“ wieder einen kurzen Part hatte. Greta wird „Davids künstlerische bessere Hälfte bei den Untoten“ genannt, das Lied wirke „mit ihrer Stimme als Stilmittel (...) gleich viel imposanter und bildet einen der Highlights auf dem neuen Album der SOKO [Friedhof]“.